# レジー・ウォーカー
レジー・ウォーカー（Reginald Edgar "Reggie" Walker, 1889年3月16日 - 1951年11月5日）は、南アフリカ連邦の陸上競技選手。1908年ロンドンオリンピック男子100mの金メダリストである。
ウォーカーは1907年の南アフリカチャンピオンであったが、1908年ロンドンオリンピックの優勝候補とは見られていなかった。
しかし、オリンピック本番。まず予選で11秒0のタイムを出し、比較的楽に準決勝に進出を決める。準決勝は、オリンピック新記録の10秒8で、アメリカのウィリアム・メイら4人を退け決勝に進出する。有名な選手が決勝まで残れなかった中、ウォーカーは決勝に進出する。決勝は彼のほか3人の北米の選手との闘いとなった。中でも準決勝で彼と同じ10秒8の記録を出したジェームス・レクターとの戦いになると予想された。
ウォーカーはスタートしてすばやくリードしたが、中盤を過ぎレクターが並び追い抜いた。しかしウォーカーは目いっぱいの力で横に付け、2人は並んだまま、最後に約1歩半ウォーカーが先着し優勝した。
ウォーカーの金メダルは、南アフリカ最初のオリンピック金メダルとなった。